# Laetare

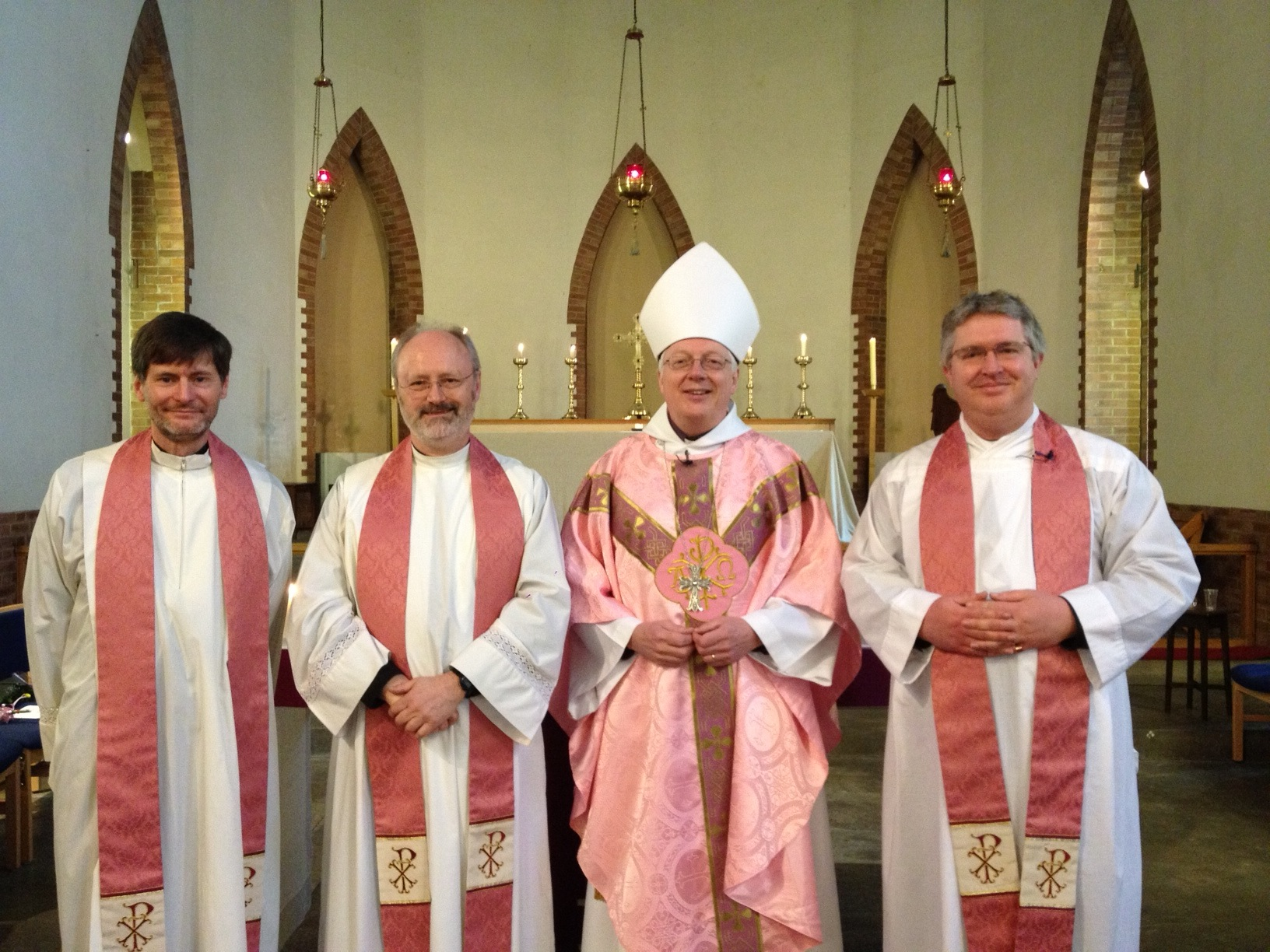
De Anglicaanse bisschop van Willesden, Londen draagt een oudroze kazuifel op zondag Laetare.

Laetare (Latijn voor Verheugt U) of halfvasten is de vierde zondag in de Veertigdagentijd, een periode van bezinning in het christendom als voorbereiding op het Paasfeest. Op deze zondag wordt gevierd dat de vastentijd halfweg is en dat het Paasfeest in aantocht is. Vanaf de negende eeuw had deze zondag een feestelijk karakter. Op deze dag schenkt de paus ook de Gouden Roos wat ook de naam Rozenzondag verklaart. In het Verenigd Koninkrijk wordt het ook als Moederdag gevierd.
Laetare wordt genoemd naar het eerste woord uit het Introïtus van het proprium van de mis:
| Latijn | Nederlands |
| --- | --- |
| "Laetare Jerusalem: et conventum facite omnes qui diligitis eam: gaudete cum laetitia, qui in tristitia fuistis: ut exsultetis, et satiemini ab uberibus consolationis vestrae" | Laat allen die Jeruzalem liefhebben zich met haar verheugen en juichen om haar, laat allen die om haar treuren nu samen met haar jubelen. |

Net zoals op zondag Gaudete in de Advent mag op die zondag oudroze (= een mengsel van paars en wit) in plaats van paars als liturgische kleur gebruikt worden, in de streken waar dit gebruikelijk is.